# Емъюган
Емъюган (устар. Ем-Юган) — река в России, протекает в Ханты-Мансийском автономном округе по территории Советского района.
Высота устья — 43,7 м над уровнем моря.
Впадает в реку Малую Сосьву в 287 км от её устья по правому берегу. Длина реки — 108 км площадь водосборного бассейна — 1570 км².
Ближайший населённый пункт — посёлок Коммунистический.

## Притоки
- Шинги (лв)
- 8 км: Безымянная (пр)
- Еловый (лв)
- Унштыхтымъюган (лв)
- 26 км: Пандымъюган (пр)
- 57 км: Самза (пр)
- 60 км: Тугр (пр)

## Данные водного реестра
По данным государственного водного реестра России относится к Нижнеобскому бассейновому округу, водохозяйственный участок реки — Северная Сосьва, речной подбассейн реки — Северная Сосьва. Речной бассейн реки — (Нижняя) Обь от впадения Иртыша.